# Antidepressivo tricíclico

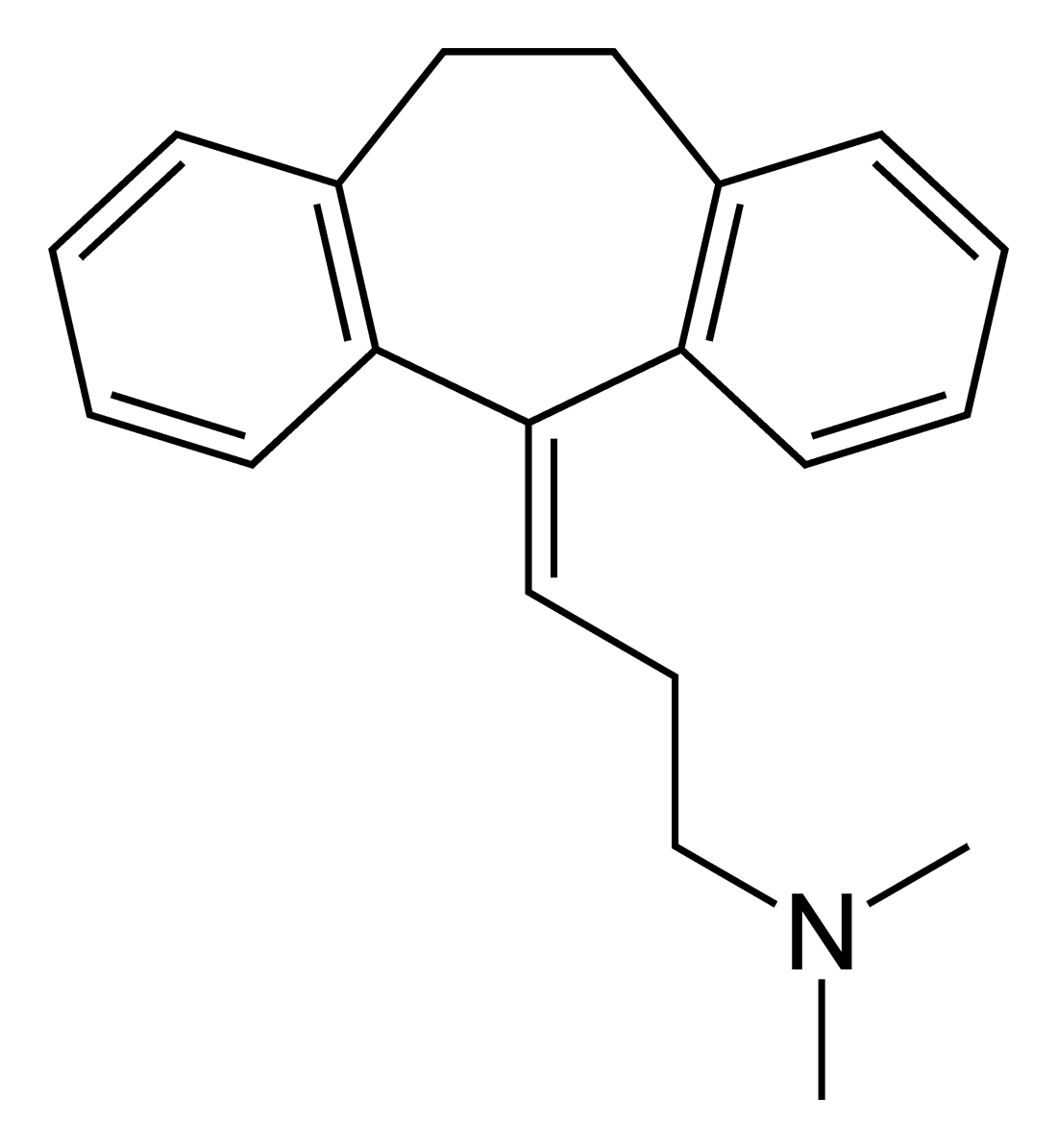
Estrutura química da amitriptilina, um antidepressivo tricíclico

Os antidepressivos tricíclicos são uma classe de fármacos usados no tratamento sintomático da depressão e outras síndromes depressivas. Eles têm esse nome devido à presença de três anéis de carbono.

## Farmacologia
Os antidepressivos tricíclicos são quimicamente relacionados com as fenotiazinas.
O mecanismo de ação comum aos antidepressivos tricíclicos em nível pré-sináptico é o bloqueio de recaptura de monoaminas, principalmente norepinefrina (NE) e serotonina (5-HT), em menor proporção dopamina (DA). Aminas terciárias inibem preferencialmente a recaptura de 5-HT e secundárias a de NE. Atualmente se considera não haver diferenças significativas quanto à seletividade do bloqueio de recaptura pré-sináptico. A atividade pós-sináptica varia de acordo com o sistema neurotransmissor envolvido e geralmente é responsável pelos efeitos colaterais. Os ADTs bloqueiam colinérgicos muscarínicos, histamina tipo 1, a2 e b- adrenérgicos, serotoninérgicos diversos e mais raramente dopaminérgicos. Essas ações não se correlacionam necessariamente com efeito antidepressivo, mas com efeitos colaterais.
Contudo, esta ação aguda dos antidepressivos no sistema de transmissão monoaminérgica, por si só, não explicava a demora para o início da ação antidepressiva, observável clinicamente após duas semanas de uso. Estudos recentes das vias receptoras pós-sinápticas e de mensageiros secundários, assim como da expressão genética, podem desempenhar papel importante na elucidação das mudanças que ocorrem a longo prazo no funcionamento cerebral resultante da utilização crônica de antidepressivos.
Embora o mecanismo de ação exato não tenha sido totalmente elucidado, sabe-se que os ADTs promovem agudamente aumento na eficiência da transmissão monoaminérgica (e possivelmente gabaérgica), envolvendo os sistemas noradrenérgico e serotoninérgico através do aumento na concentração sináptica de norepinefrina e serotonina por bloqueio de recaptura. Cronicamente os ADTs dessensibilizam receptores b1 adrenérgicos, serotonérgicos 5-HT2 e provavelmente 5-HT1A no sistema nervoso central. Sistemas mensageiros secundários estão envolvidos nessas mudanças. AMP cíclico, cálcio, diacilglicerol e fosfolípides estimulam a fosforilação de quinases proteicas, possivelmente envolvidas na síntese de catecolaminas. Podem aumentar a ligação de proteína G a receptores subseqüentemente dessensibilizados, exercendo ação reguladora no receptor. Os hormônios (como estradiol e progesterona) são substâncias também implicadas na alteração da sensibilidade ou no número de receptores pelos ADTs, interferindo na capacidade de ligação da imipramina ao hipotálamo.
A ação antienurética da imipramina não está estabelecida. Acredita-se que esteja associada com o efeito anticolinérgico. O efeito antiobsessivo da clomipramina talvez se correlacione com a inibição da recaptura de serotonina e conseqüente subsensiblização compensatória dos subtipos de receptores serotonérgicos. No transtorno de pânico, os estudos sugerem prejuízo no funcionamento do sistema nervoso autônomo, que causa liberação excessiva de norepinefrina do locus ceruleus. Pensa-se que os ADTs diminuam a taxa de disparo do locus ceruleus por regulação na função de receptores a2 e b-adrenérgicos e no turnover de noradrenalina. A ação antinevrálgica dos ADTs não está necessariamente relacionada à melhora da depressão. A analgesia pode ser mediada por mudanças na concentração central de monoaminas, particularmente serotonina, além do efeito direto ou indireto dos ADTs nos sistemas opioides endógenos. Na úlcera péptica, os ADTs são eficazes na melhora da dor e ajudam na cicatrização completa pela sua capacidade de bloquear receptores h2 nas células parietais e pelo efeito sedativo e anticolinérgico. Na bulimia nervosa parece haver efeito independente da melhora da depressão. O mecanismo de ação envolvido na incontinência urinária pode incluir atividade anticolinérgica, resultando no aumento da capacidade vesical, estimulação direta beta-adrenérgica e atividade agonista alfa- adrenérgica, resultando em aumento do tônus esfincteriano e também por bloqueio central de recaptação.
Outras ações dos ADTs incluem efeito anticolinérgico periférico e central devido à potente e elevada afinidade de ligação por receptores muscarínicos; efeito sedativo pela forte afinidade de ligação por receptores histamina H1 e hipotensão postural devida a bloqueio alfa-adrenérgico. Além disto, os ADTs são agentes antiarrítmicos da classe 1A que, como a quinidina, em doses terapêuticas diminuem moderadamente a condução intraventricular e em doses elevadas podem causar bloqueio grave de condução e arritmia cardíaca.

## Cardiotoxidade
A maioria dos antidepressivos tricíclicos são cardiotóxicos, porque podem provocar arritimias. Os mais cardiotoxicos são: Imipramina, Amitriptilina, Desipramina e Doxepina. Os menos cardiotoxicos: Nortriptilina e Clomipramina.

## Usos clínicos
Os tricíclicos são usados no tratamento da depressão crônica ou profunda, e das fases depressivas na doença bipolar. Também usados no tratamento de dor neuropática (dor por disfunção nos neurônios das vias da dor) que não responde a opioides. Uma vez que os tricíclicos possuem efeito antiálgico, permitem que doses menores de Analgésico sejam empregadas. A analgesia possivelmente é oriunda de mudanças na concentração central de monoaminas, particularmente a serotonina, além do efeito direto ou indireto dos antidepressivos nos sistemas opioides endógenos.
O mecanismo de ação envolvido na Incontinência urinária possivelmente relaciona-se à atividade anticolinérgica, resultando no aumento da capacidade vesical, com estimulação direta beta-adrenérgica e atividade agonista alfa-adrenérgica, resultando em aumento do tônus esfincteriano e também por bloqueio central da recaptação.
Na Úlcera péptica, os tricíclicos reduzem a dor e contribuem na cicatrização completa uma vez que bloqueiam os receptores H2 da histamina nas células parietais e pelo efeito anticolinérgico.

## Efeitos colaterais
- Disfunção sexual
- Boca seca
- Visão com acuidade diminuída
- Obstipação
- Retenção urinária
- Hipotensão postural
- Dificuldade de concentração e aprendizagem
- Aumento sutil do risco de morte súbita cardíaca.
- Mania/Hipomania.
- entre outros[4]

## Superdose
Em grande dosagem provocam:
- Excitação
- Perda de libido
- Delírio
- Convulsão
- Aumento dos Reflexos
- Arritmia cardíaca: condição grave com batimentos desregulados do coração, podendo levar ao AVC e enfarto coronário
- Depressão respiratória com acidose
- Coma
- Morte[5][5][6]

## Interações
O seu metabolismo é aumentado, por vezes de forma perigosa, pela toma de aspirina, fenilbutazona e Esteróides.
- Cimetidina
- Ranitidina
- Quinidina (náo pode ser usados juntos)
- Anestético
- Guanetidina
- Clonidina
- Reserpina
- Cisaprida
- Fluoxetina (inibe o metabolismo dos ADTs)
- Paroxetina (inibe o metabolismo dos ADTs)

Aumentam fortemente os efeitos do Álcool, raramente resultando em morte por parada respiratória.

## Exemplos de antidepressores tricíclicos
- Amitriptilina
- Clomipramina
- Desipramina
- Imipramina
- Nortriptilina
- Doxepina